# Faslane-on-Clyde
Faslane-on-Clyde ist eine Basis der Royal Navy im Firth of Clyde in Schottland. Gemeinsam mit der benachbarten Marinebasis Coulport lautet die offizielle Bezeichnung His Majesty’s Naval Base Clyde oder kurz HMNB Clyde.

## Geschichte
Faslane wurde im Zweiten Weltkrieg gebaut und als Stützpunkt genutzt. In den 1960er Jahren begann die britische Regierung mit den Vereinigten Staaten über das Polaris-Verkaufsabkommen zu verhandeln, das den Kauf eines Polaris-Raketensystems vorsah, mit dem von fünf speziell konstruierten U-Booten aus britische Atomwaffen abgefeuert werden sollten. Letztendlich wurden nur vier gebaut: HMS Resolution, HMS Repulse, HMS Renown und HMS Revenge. Diese vier U-Boote waren ständig in Faslane stationiert.

## Basis
In Faslane sind die vier britischen U-Boote mit ballistischen Raketen der Vanguard-Klasse des Royal Navy Submarine Service stationiert. Die nuklearen Interkontinentalraketen vom Typ Trident D5, mit denen die U-Boote ausgestattet sind, werden in der benachbarten Marinebasis Coulport gelagert.
Neben diesen U-Booten waren auch die atomgetriebenen Jagd-U-Boote der Swiftsure-Klasse bis 2010 in Faslane stationiert. Die Jagd-U-Boote der Trafalgar-Klasse waren hier zwar nicht stationiert, liefen die Basis jedoch regelmäßig zu Wartungs- und Reparaturarbeiten an. Die beiden letzten aktiven Einheiten wurden 2019/20 allerdings auch nach Faslane verlegt. Auch die neuen Jagd-U-Boote der Astute-Klasse sind in Faslane beheimatet. Bis 2008 wurde für letztere ein neuer Pier errichtet, der sechs von ihnen aufnehmen kann.
Neben britischen laufen auch US-amerikanische und französische Atom-U-Boote die Basis regelmäßig an. Im Jahr 2003 wurde in Faslane eine neue Dock-Anlage in Betrieb genommen, die die Wartung und Reparatur der U-Boote deutlich vereinfachen sollte .
Insgesamt arbeiten 3000 militärische und 4000 zivile Angestellte auf dem Stützpunkt.
In Faslane ist das NATO Submarine Rescue System stationiert, welches von Großbritannien, Frankreich und Norwegen als trinationales Projekt betrieben wird. Auch die Fleet Protection Group Royal Marines sind in Faslane beheimatet, sie sind für die Sicherung von Einrichtungen und Schiffen der Royal Navy zuständig.

## Flotte (Faslane Flotilla)

### U-Boote

#### SSBN
Vanguard-Klasse
- HMS Vanguard
- HMS Victorious
- HMS Vigilant
- HMS Vengeance

#### SSN
Astute-Klasse
- HMS Astute
- HMS Ambush
- HMS Artful
- HMS Audacious

### Minenjagdboote
Sandown-Klasse
- HMS Penzance
- HMS Pembroke
- HMS Grimsby
- HMS Bangor
- HMS Shoreham

### Patrouillenboote
Archer-Klasse
- HMS Tracker
- HMS Raider

Island-Klasse
- HMS Mull
- HMS Rona
- HMS Eorsa

## Proteste
Südlich der Basis besteht seit dem 12. Juni 1982 ein ständiges Friedenscamp namens Faslane Peace Camp. Seit den 1990ern protestiert auch die Organisation Trident Ploughshares in Faslane für die atomare Abrüstung Großbritanniens. Dabei fanden u. a. mehrere Großblockaden statt. Die größte fand am 4. Juli 2005 im Vorfeld des G8-Gipfels in Gleneagles statt. Während vorangegangene Blockaden jeweils von der Polizei geräumt wurden, wurden bei der G8-Blockade erstmals sämtliche Landeingänge der Basis während eines gesamten Tages blockiert. Seit Februar 2008 findet am North Gate der Atomwaffenbasis jeden Mittwoch eine Mahnwache statt. Am 14. Juni 2008 bildeten Hunderte Protestierende eine „Friedenskette“ zum 40. Jahrestag der Stationierung der Atomraketen.

### Faslane 365
Vom 1. Oktober 2006 bis 1. Oktober 2007 fand der einjährige Protest Faslane 365 statt. Als erster Tag des Protests wurde der Jahrestag der Urteilsverkündung der Nürnberger Prozesse gewählt. Faslane 365 stützte sich, genauso wie vorangegangene Proteste von Trident Ploughshares, auf ein Rechtsgutachten des Internationalen Gerichtshofs vom 8. Juli 1996, laut dem die Drohung mit oder Verwendung von Atomwaffen gegen das Völkerrecht verstößt. An dem Protest nahmen 131 Gruppen teil. Es wurden über 1200 Personen verhaftet und ein Greenpeace-Schiff beschlagnahmt, das versuchte, in die Basis einzudringen.

### Haltung Schottlands
2014 spielten bei dem Referendum über die schottische Unabhängigkeit die Atom-U-Boote in Schottischen Gewässern eine große Rolle. Die national-schottische Regierungspartei SNP will ein atomwaffenfreies Schottland. Nach dem Brexit und damit der Frage nach dem Verbleib Schottlands im Vereinigten Königreich stellte sich die Stationierungsfrage neu. Brendan O’Hara (SNP) verwies darauf, dass auch Kanada und Norwegen NATO-Mitglieder seien und keine Atomwaffen auf ihrem Territorium zulassen würden.